# بنگ و اولافسن

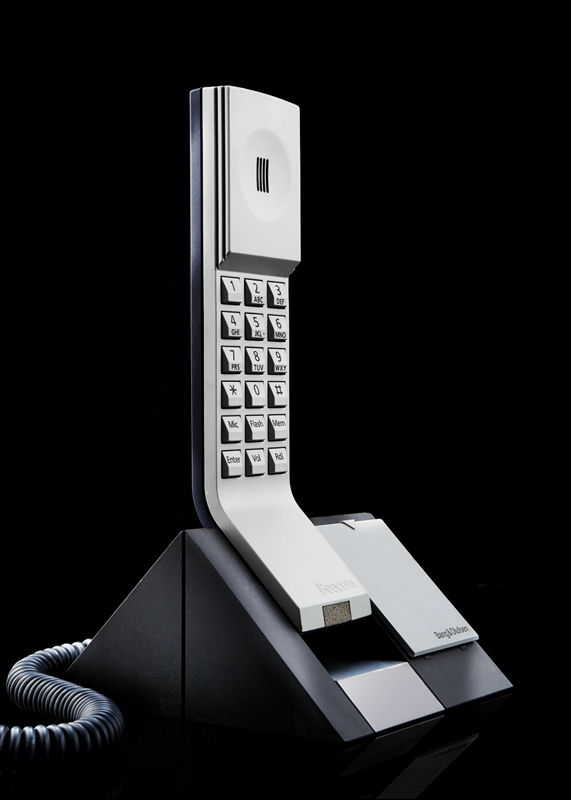
تلفن مدل بئوکام ۱۴۰۱ بنگ و اولافسن

بنگ و اولافسن (انگلیسی: Bang & Olufsen) که به اختصار «B&O» نوشته می‌شود، یک شرکت مشهور تولید لوازم الکترونیکی مصرفی دانمارکی است که تخصصش، تولید محصولات صوتی-تصویری و به‌ویژه وسایل ضبط‌کردن صدا، تلویزیون و تلفن است.
این شرکت، توسط «پیتر بوآس بنگ» و «سوئِند اولافسن» در سال ۱۹۲۵ میلادی بنیان نهاده شد که کارشان، ساخت رادیوهایی بود که با جریان متناوب کار می‌کرد و در آن عصر که همهٔ رادیوها با باتری کار می‌کردند، محصولی متمایز محسوب می‌شد.
در سال ۲۰۰۴ میلادی، «بنگ و اولافسن» یک کارخانهٔ تولید محصولات صوتی با ۲۵۰ کارمند در کشور جمهوری چک دایر کرده‌است.
از سال ۲۰۰۳ میلادی، شرکت آئودی قراردادی با «بنگ و اولافسن» امضا کرده تا این شرکت، محصولات صوتی پیشرفته برای اتومبیل‌هایش طراحی و تولید کند تا به صورت انتخابی (optional) در اختیار مشتریان قرار دهد که در مدل‌های A8/Q7 قیمتی در حدود ۶۳۰۰ دلار دارد. این شرکت همچنین سیستم‌های صوتی برخی اتومبیل‌های ممتاز همچون «استون مارتین دی‌بی‌اس»، «آستون مارتین رپید»، ب‌ام‌وهای سری ۵، ۶، ۷ و X5 و همچنین مدل‌های «مرسدس آ.ام‌.گ» را تهیه می‌کند.

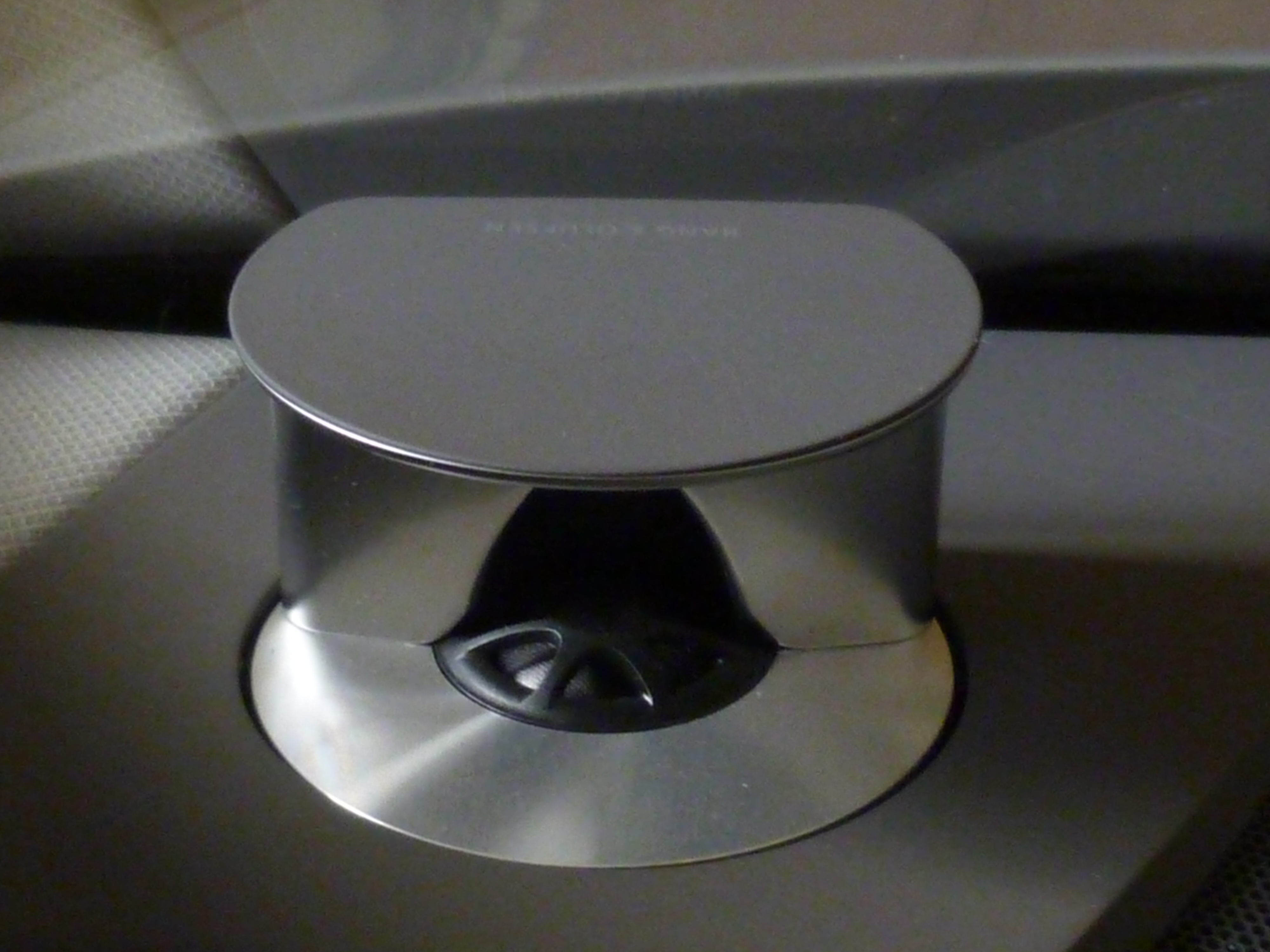
تصویری از تیوتر در آئودی ای۸

همچنین در سال ۲۰۱۵ میلادی، شرکت هیولت پاکارد (اچ. پی) اعلام کرد که برای محصولات ممتاز خود از سیستم صوتی «بنگ و اولافسن» استفاده خواهد کرد. در واقع، هیولت پاکارد (اچ. پی)، «بنگ و اولافسن» را جایگزینِ بیتس الکترونیکس کرد که توسط اپل خریداری شد.
«بنگ و اولافسن» در محصولاتش طراحی‌های منحصربه‌فردی به کار می‌برد. تجربیات آن‌ها در تولید رادیو و بلندگو سبب شده‌است که اصوات خروجی از آنها، شباهت به اصل (های-فای) بسیار خوبی داشته باشد. گل‌سرسبدِ بلندگوهای این شرکت «BeoLab 5»، از پردازش سیگنال دیجیتال استفاده می‌کند تا پاسخ فرکانسی خود را برحسب مکان و شکل اتاق تنظیم کند. صدای زیر و میانهٔ تولیدی از بلندگوها، با استفاده از فناوری «لنز صوتی»، اصوات را در یک محدودهٔ ۱۸۰ درجه‌ای و در تمام جهات و به‌طور یکنواخت پخش می‌کند تا علاوه بر مقابله با محدودیت ذاتی این بازهٔ صوتی، پیش از آنکه صدا از سقف و کف اتاق شکسته و منعکس شوند، به گوش شنونده برسد.

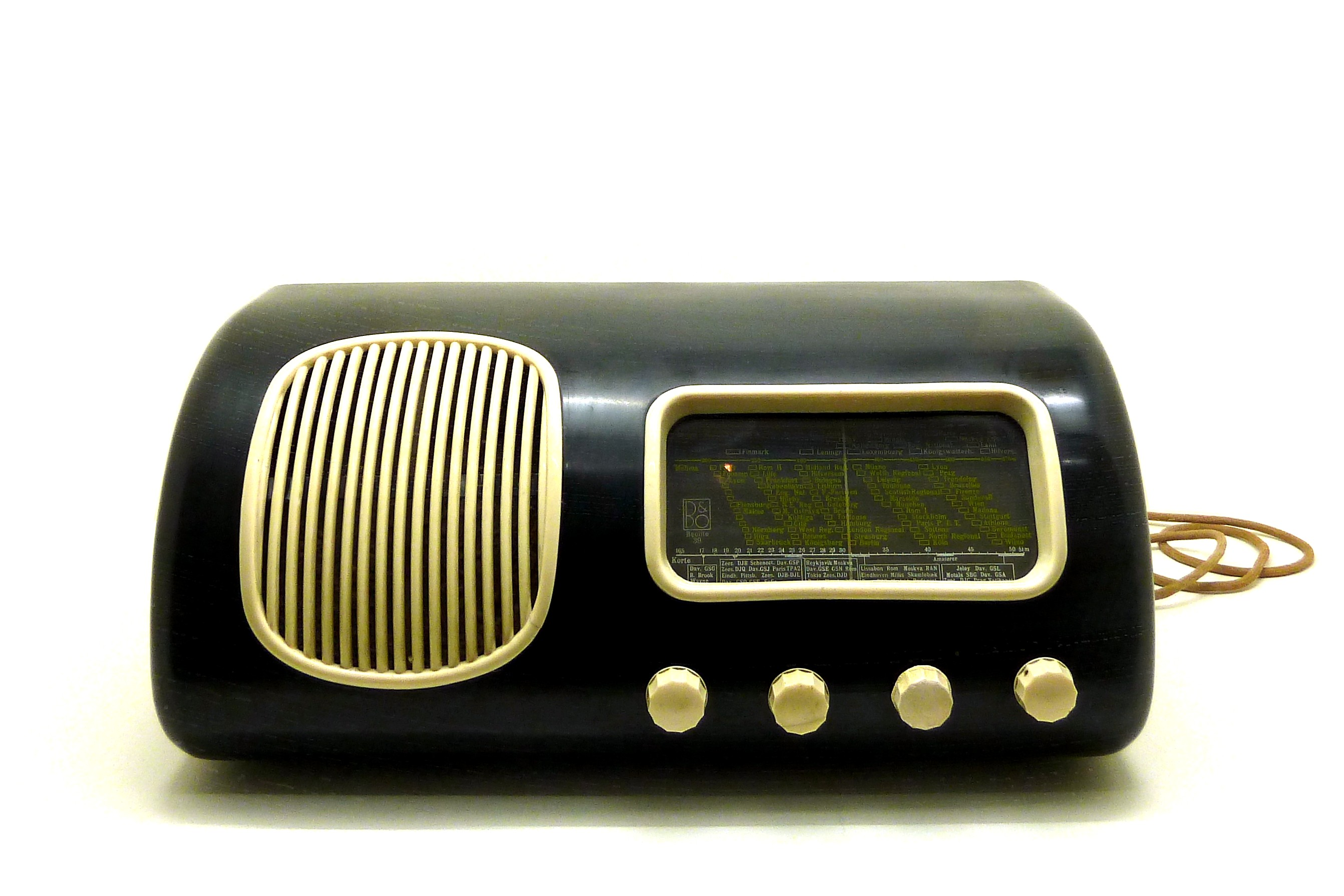
بئولیت ۳۹ متعلق به سال ۱۹۳۸ میلادی، نخستین رادیوی باکالیتی بنگ و اولافسن

شرکت «بنگ و اولافسن» علاوه بر تولید محصولات صوتی-تصویری، خدمات «مدل بنگاه به بنگاه» هم دارد.